# Carl Otto Lampland
| Odkryte planetoidy: 1 | Odkryte planetoidy: 1 |
| --------------------- | --------------------- |
| (1604) Tombaugh       | 24 marca 1931         |

Carl Otto Lampland (ur. 29 grudnia 1873, zm. 14 grudnia 1951) – amerykański astronom.

## Życiorys
W 1902 roku po ukończeniu studiów na Indiana University podjął pracę w Lowell Observatory. Zajmował się astrofotografią oraz konstrukcją teleskopów. Skonstruował między innymi termopary do pomiaru temperatur planet.
Wspólnie z Williamem Coblentzem prowadził pomiary różnic temperatury dziennej i nocnej na Marsie.
Odkrył jedną planetoidę – (1604) Tombaugh.
Jego imieniem nazwano kratery na Księżycu i Marsie, a także planetoidę (1767) Lampland.